# Gowarczów (gromada)
Gowarczów – dawna gromada, czyli najmniejsza jednostka podziału terytorialnego Polskiej Rzeczypospolitej Ludowej w latach 1954–1972.
Gromady, z gromadzkimi radami narodowymi (GRN) jako organami władzy najniższego stopnia na wsi, funkcjonowały od reformy reorganizującej administrację wiejską przeprowadzonej jesienią 1954 do momentu ich zniesienia z dniem 1 stycznia 1973, tym samym wypierając organizację gminną w latach 1954–1972.
Gromadę Gowarczów z siedzibą GRN w Gowarczowie utworzono – jako jedną z 8759 gromad na obszarze Polski – w powiecie koneckim w woj. kieleckim, na mocy uchwały nr 13d/54 WRN w Kielcach z dnia 29 września 1954. W skład jednostki weszły obszary dotychczasowych gromad Borowiec, Gowarczów, Ruda Białaczowska i Skrzyszów ze zniesionej gminy Gowarczów w tymże powiecie oraz obszary dotychczasowych gromad Korytków i Kupimierz ze zniesionej gminy Stużno w powiecie opoczyńskim, a także pas leśny o powierzchni 2300 ha z powiatu opoczyńskiego. Dla gromady ustalono 27 członków gromadzkiej rady narodowej.
Na uwagę zasługuje znajdowanie się w granicach gromady Gowarczów – lecz wyłączonego spod jej administracji – rozbudowującego się poligonu wojskowego Barycz, obejmującego dotychczasowe gromady Barycz, Bębnów, Brzeźnica, Huta, Januchta, Józefów, Komaszyce, Miłaków, Morzywół, Rogówek i Wola Nosowa, które stopniowo wyludniano, podporządkowując je na potrzeby poligonu. Jednak już na przełomie lat 50. i 60. poligon zlikwidowano, a 1 stycznia 1959 roku utworzono na tym terenie nadleśnictwo Barycz, którego głównym celem było zalesienie ponad 4000 ha gruntów rolnych byłego poligonu. 31 grudnia 1959 część tych obszarów – dawne wsie Eugeniów, Gąsiorów i Kacprów – wyłączono z gromady Gowarczów, włączając je do gromady Ruski Bród w powiecie przysuskim. Wiele wsi włączonych uprzednio do poligonu Barycz do dziś nie zaludniono, a pozostają one uroczyskami bądź niewielkimi osadami leśnymi (Budki, Eugeniów, Gąsiorów, Huta (Stara), Januchta, Józefów, Kacprów, Ludwinów i Wola Nosowa).
31 grudnia 1959 do gromady Gowarczów przyłączono wieś Giełzów z gromady Petrykozy w powiecie opoczyńskim.
Gromada Gowarczów przetrwała do końca 1972 roku, czyli do kolejnej reformy gminnej. 1 stycznia 1973 reaktywowano gminę Gowarczów.